# 马讷勒
马讷勒（法語：Manheulles，法語發音：[manœl]）是法国默兹省的一个市镇，属于凡尔登区。

## 地理
马讷勒（49°6'42"N, 5°35'50"E）面积10.45 平方千米，位于法国大東部大區默兹省，该省份为法国西北部内陆省份，北与比利时接壤，西接马恩省和阿登省，南至上马恩省和孚日省，东临默尔特-摩泽尔省。
与马讷勒接壤的市镇（或旧市镇、城区）包括：瓦特龙维尔、邦泽、瓦夫尔地区弗雷讷、瓦夫尔地区格里莫库尔、欧迪奥蒙、龙沃、瓦夫尔城。
马讷勒的时区为UTC+01:00、UTC+02:00（夏令时）。

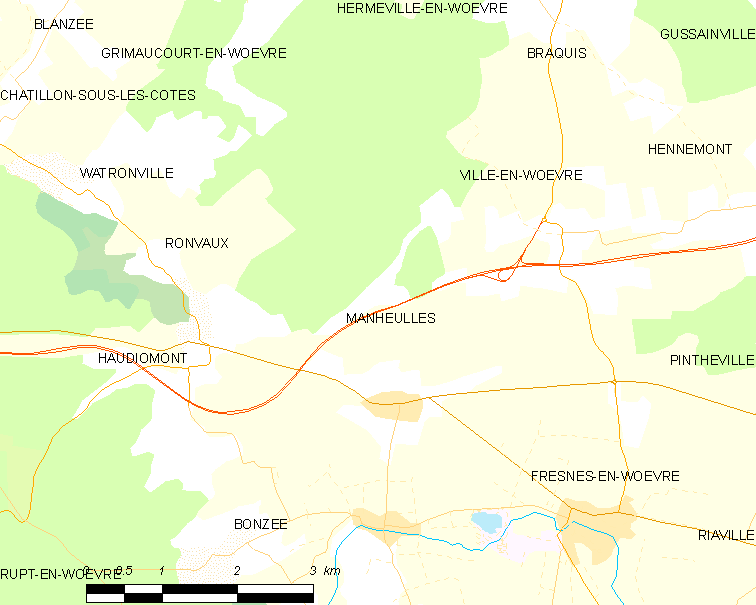
马讷勒的OSM定位图

## 行政
马讷勒的邮政编码为55160，INSEE市镇编码为55317。

## 政治
马讷勒所属的省级选区为埃坦县。

## 人口

1962-2008年间马讷勒人口变化图示

马讷勒于2022年1月1日时的人口数量为152人。